# Laura Birn
Laura Eveliina Birn (Helsinki; 25 de abril de 1981) es una actriz de cine finlandesa.

## Biografía
Laura Birn nació el 25 de abril de 1981 en Helsinki, Finlandia. Estudió en el Helsinki Theatre Academy entre 2002 y 2007 y se graduó en 2008. Es conocida principalmente por sus papeles en las películas Pearls and Pigs (2003), Lupaus (2005), Joulutarina (2007), 8 päivää ensi-iltaan (2008), Ralliraita (2009), Puhdistus (2012), Vuosaari (2012), Leijonasydän (2013) y Helene (2020). En 2014, tuvo un pequeño papel en la película estadounidense A Walk Among the Tombstones. Su actuación en la película Puhdistus le valió una nominación al Premio Satellite a la Mejor Actriz y un Premio Jussi en la categoría de Mejor Actriz.
Sus papeles más conocidos en series de televisión incluyen Karjalan kunnailla (2007), Suojelijat (2008), Morsian (2008),Virta (2011) y en la serie de Apple TV+ Foundation (Desde 2021) donde interpreta el papel de Eto Demerzel, mayordomo de los emperadores y uno de los últimos androides sobrevivientes de las antiguas Guerras Robot.
Además de su finlandés nativo, también habla o entiende inglés, sueco, portugués y español.

## Filmografía parcial

### Cine
| Año  | Título original             | Título en español                    | Personaje              | Ref.   |
| ---- | --------------------------- | ------------------------------------ | ---------------------- | ------ |
| 2002 | Hengittämättä ja nauramatta | Stripping                            | Kaupan kassa           |        |
| 2003 | Helmiä ja sikoja            | Pearls and Pigs                      | Laura                  |        |
| 2005 | Lupaus                      | Promise                              | Mona Moisio            |        |
| 2007 | Joulutarina                 | La llegada de Santa Claus            | Aada                   |        |
| 2008 | 8 päivää ensi-iltaan        | 8 Days to Premiere                   |                        |        |
| 2009 | Ralliraita                  |                                      |                        |        |
| 2012 | En som deg                  | Must Have Been Love                  | Anna                   |        |
| 2012 | Vuosaari                    | Naked Harbour                        | Iiris                  | [ 9 ]  |
| 2012 | Puhdistus                   | Purificación                         | Aliide Truu            | [ 10 ] |
| 2013 | Leijonasydän                | Heart of a Lion                      | Sari                   | [ 11 ] |
| 2013 | Mieletön elokuu             | August Fools                         |                        |        |
| 2014 | A Walk Among the Tombstones | Caminando entre las tumbas           | Leila Álvarez          |        |
| 2015 | Henkesi edestä              |                                      |                        |        |
| 2015 | The Ones Below              | Los de abajo                         | Theresa                | [ 12 ] |
| 2015 | The Girl King               | Reina Cristina, la mujer que fue rey | Condesa Erika Erksein. | [ 13 ] |
| 2015 | Armi elää!                  |                                      | Leena                  |        |
| 2016 | Syysprinssi                 |                                      |                        |        |
| 2018 | Tyhjiö                      |                                      |                        |        |
| 2018 | Bayoneta – Viimeinen isku   | Bayoneta                             | Sarita                 |        |
| 2020 | Helene                      |                                      |                        |        |
| 2020 | Ensilumi                    | Any Day Now                          | Annika                 |        |
| 2020 | Viimased                    | El último                            |                        | [ 14 ] |
| 2021 | Light Light Light           |                                      |                        |        |
| 2024 | The Crow                    | El cuervo                            | Marion                 | [ 15 ] |

### Series de televisión
- Tuulikaappimaa (2003)
- Jumalan kaikki oikut (2006)
- Karjalan kunnailla (2007-2012)
- Onnela (2018)
- The Innocents (2018) - Serie de TV, 8 episodios.[16]
- Fundación (2021-presente).[6]